# Moorsel (Tervuren)
Moorsel ist ein Ortsteil der Gemeinde Tervuren in der Provinz Flämisch-Brabant in der belgischen Region Flandern.

## Geographie
Moorsel liegt im Nordosten der Gemeinde Tervuren unweit der Autobahn 3 und wenige Kilometer östlich von Brüssel. Nördlich des Ortes liegt der Flughafen Brüssel-Zaventem.